# Cenchrus (anatomia)
Cenchrus (l.mn. cenchri) – narząd występujący na tułowiu niektórych owadów błonkoskrzydłych.
Struktura ta charakterystyczna jest dla błonkówek z podrzędu rośliniarek, aczkolwiek nie występuje np. u ździeblarzowatych. Są to dwa płaty lub powierzchnie położone na błonie międzysegmentalnej (conjunctiva), w pobliżu przedniej krawędzi zaplecza. Mają postać wyniosłości o mniej lub bardziej zaokrąglonym, rzadziej trójkątnym kształcie i jasnym zabarwieniu. Są one co najmniej częściowo porośnięte szczecinkami, a ich brzegi są szorstkie lub chropowate.
Cenchri tworzą wraz z łuskowatymi lub chropowatymi powierzchniami na spodach regionów analnych przednich skrzydeł aparat kotwiczący. Utrzymuje on przednie skrzydła nieruchomo w pozycji spoczynkowej. Ponadto mogą one być wykorzystywane do wytwarzania dźwięków (strydulacji).